# روديغر أبرامتسيك
روديغر أبرامتسيك (بالألمانية: Rüdiger Abramczik)‏ (مواليد 18 فبراير 1956) هو لاعب كرة قدم سابق. لعب مع منتخب ألمانيا الغربية لكرة القدم. سبق له أن لعب في كأس العالم لكرة القدم مع منتخب بلاده. لعب مع نادي شالكه 04 بين سنوات 1973-1980 و1987-1988.

## روابط خارجية
- روديغر أبرامتسيك على موقع الاتحاد الدولي (مؤرشف)  (الإنجليزية)
- روديغر أبرامتسيك على موقع قاعدة بيانات كرة القدم.إي يو (الإنجليزية)
- روديغر أبرامتسيك على موقع بيانات كرة القدم. دي إي (الألمانية)
- روديغر أبرامتسيك على موقع ناشيونال فوتبول تيمز (الإنجليزية)
- روديغر أبرامتسيك على موقع عالم كرة القدم.نت (الإنجليزية)